# 藏王墓
藏王墓（藏語：བོད་རྗེ་པང་སོ，威利转写：bod rje bang so），位于中国西藏自治区山南市琼结县木惹山，为7-9世纪吐蕃赞普的墓葬。

## 简介
藏文史书《贤者喜宴》、《西藏王统记》、《西藏王臣记》等记载，吐蕃王朝时期共有35代赞普之陵，即上二陵、六善陵、中八德陵、下五赞陵、吉祥作代陵、吉祥五德陵、底层一陵。这些赞普及后妃陵均称藏王墓。
现存最大的一组藏王墓位于雅鲁藏布江南岸，宗山西南，雅隆河畔，琼结县境内的木惹山上下。此处地面开阔，气候宜人，土地肥沃，山川秀美，很久以前便是古代藏族的发祥地，也是赞普松赞干布的家乡。自吐蕃王朝定都拉萨后，此处又成为吐蕃王朝立业之基地，受到极高重视。松赞干布将其陵墓选址在这里，其后许多吐蕃赞普也都葬在这里。
藏王墓的数量众说不一。位于山坡的几座陵墓已经和丘陵混同。在木惹山，经过隐约估辨，留存至今尚可辨认的藏王陵墓共九个，占地面积3平方公里。每个陵墓的形状都是一座方形的平顶垒石夯土高丘，保存了中原地区早期封土的“方上”形式，和《通典》所载的“其墓正方，垒石为之，状若平头屋”相同。现存的九个陵墓形制大致相同。因长期受风雨侵蚀，有的陵墓已变成圆形平顶，大小也不相同，排列也不规则。
藏文史书记载：“君死，赞普之乘马、甲胄、珍玩皆入墓”；“墓内九格，中央置赞普尸，涂以金”；“墓内设有经堂五座，藏各种珍宝”等等。唐朝官员刘元鼎记述：吐蕃赞普死后，不仅葬有随葬品，还用活人殉葬，方法是用两根削尖的木棍刺到殉葬者的左右两肋骨处放血，血尽而亡，然后殉葬。
在九个尚可辨认的藏王陵墓中，根据文献及墓志记载，目前能认定墓主人的只有朗日松赞、贡日贡赞、赤松德赞、松赞干布等知名赞普的坟墓。各个陵封土高台的结构形式大致相同，均用土石夯筑，夯土层厚度10厘米至20厘米之间，也有的间以薄石板，有的还露出木骨的痕迹。根据史书记载，每个藏王陵墓中殉葬有大批文物及金银珠宝。这些藏王陵大都未被盗掘过。

### 松赞干布陵
根据墓志记载，松赞干布陵位于钦普沟壑口，即如今遥对琼结县城、冲口当中平川之上的大方丘。墓志记载其外形呈四方形，和现状一致。墓志称其内分九格，主室是佛殿，中央立有一仞长的珊瑚长明灯，四角的殿堂储藏珍宝。墓壁用方石砌成，其外筑有厚土墙，墓门朝西，墓外覆以碎石，形成土丘，每边宽百步，高六丈有余。墓志的描述与现状相差不多。传说该陵墓下面有大型地宫，内有松赞干布、释迦牟尼、观音菩萨等塑像以及大批镶有金银、珠宝、玛瑙的日用器皿，还有当年所用的盔甲、兵器等。
松赞干布陵顶正中，原来有一座祭祠，内有明楼20多间，东南西北各有一座小殿。祭祠内供奉松赞干布、文成公主、墀尊公主、禄东赞大臣、藏文创造者吞米·桑布扎等人的塑像。原有建筑已经残毁。近年来已将祭祠及其内的塑像恢复。

### 赤德松赞陵
赤德松赞是吐蕃王朝后期的赞普，在位时间为793年至815年，死后归葬琼结县的藏王陵区。根据1984年9月西藏文物管理委员会对该墓墓碑的清理发掘，证实了该墓为赤德松赞陵。墓碑上的藏文碑文称，赤德松赞“深谋远虑，命令严峻。国势烜赫，遍具福德，盛于往昔”，是“尽人皆知，四方大小诸王亦被臣服”的领袖。
该碑是西藏吐蕃时期碑刻中保存最完整者，艺术价值比拉萨大昭寺前的唐蕃会盟碑更突出。该碑通高7.18米，由碑盖、碑身、碑座三个部分组成。碑顶是一巨大的莲座宝珠，碑盖平面呈长方形，四注式坡面顶，边缘微上翘，四周边有流云升起图案；碑盖底部的四角浮雕着飞天四个，上身赤裸，衣带飘扬。碑身高5.6米，平面呈长方形，下大上小，收分明显；碑身正面上端刻日、月形象，其下是横排的古藏文59行；碑身两侧浮雕着两条升龙。碑身下为石刻龟座，雕刻精美。如今这块碑已新建碑亭加以保护。
距该碑不远，还有一通与赤德松赞墓碑相似的石碑。碑顶刻有重珠，碑盖下有承柱，也刻着流云、飞天、云龙纹，碑身露出地面3.56米，碑文风化脱落，碑顶及碑身残损甚多。相传，这也是赤德松赞的墓碑。

### 都松芒布结陵
都松芒布结陵位于木惹山的半山脚下，是一规模巨大的土石高台。《历史明鉴》等藏文史书记载，此处应是都松芒布结的陵墓。地面上除了高大的封土外，陵前还有一对石狮。石狮高1.55米，底座为长方形（长1.2米，宽0.76米）。石狮面朝陵丘坐立，昂首挺胸，鬃毛成列垂在脑后，头顶平整而无鬃毛，是早期石狮的风格。

### 其他陵墓
除了上述三陵可较为可靠地认定墓主人外，该陵区的其他墓主，根据《西藏王统记》等史书记载，还有芒松芒赞、姜擦拉木、赤德祖赞、赤松德赞、牟茹、牟尼等等。其中牟茹、姜擦拉木因是王子未正式即位，所以封土规模较小。根据有些学者调查，陵墓分为东西两行，自北向南，基本按藏王世系排列。西侧一行是松赞干布、芒松芒赞、都松芒布结、赤松德赞、赤德祖赞；东侧一行是赤德松赞、牟茹、牟尼、姜擦拉木。